# Minoa Pediada
Minoa Pediada (in greco Μινώα Πεδιάδα?) è un comune della Grecia situato nell'isola di Creta (unità periferica di Candia) con 18.692 abitanti secondo i dati del censimento 2001.
È stato istituito a seguito della riforma amministrativa detta Programma Callicrate in vigore dal gennaio 2011 che ha abolito le prefetture e accorpato numerosi comuni